# Vsévolod de Pskov
Vsévolod Mstislávich (Gabriel) (en ruso: Всеволод Мстиславич (Nóvgorod, c. 1103-Pskov 11 de febrero de 1138) fue un príncipe de Nóvgorod  (1117-1132), de Pereslavl (1132) y de Pskov (1137-1138). Venerado como santo por la Iglesia ortodoxa rusa, es el santo patrón de la ciudad de Pskov.

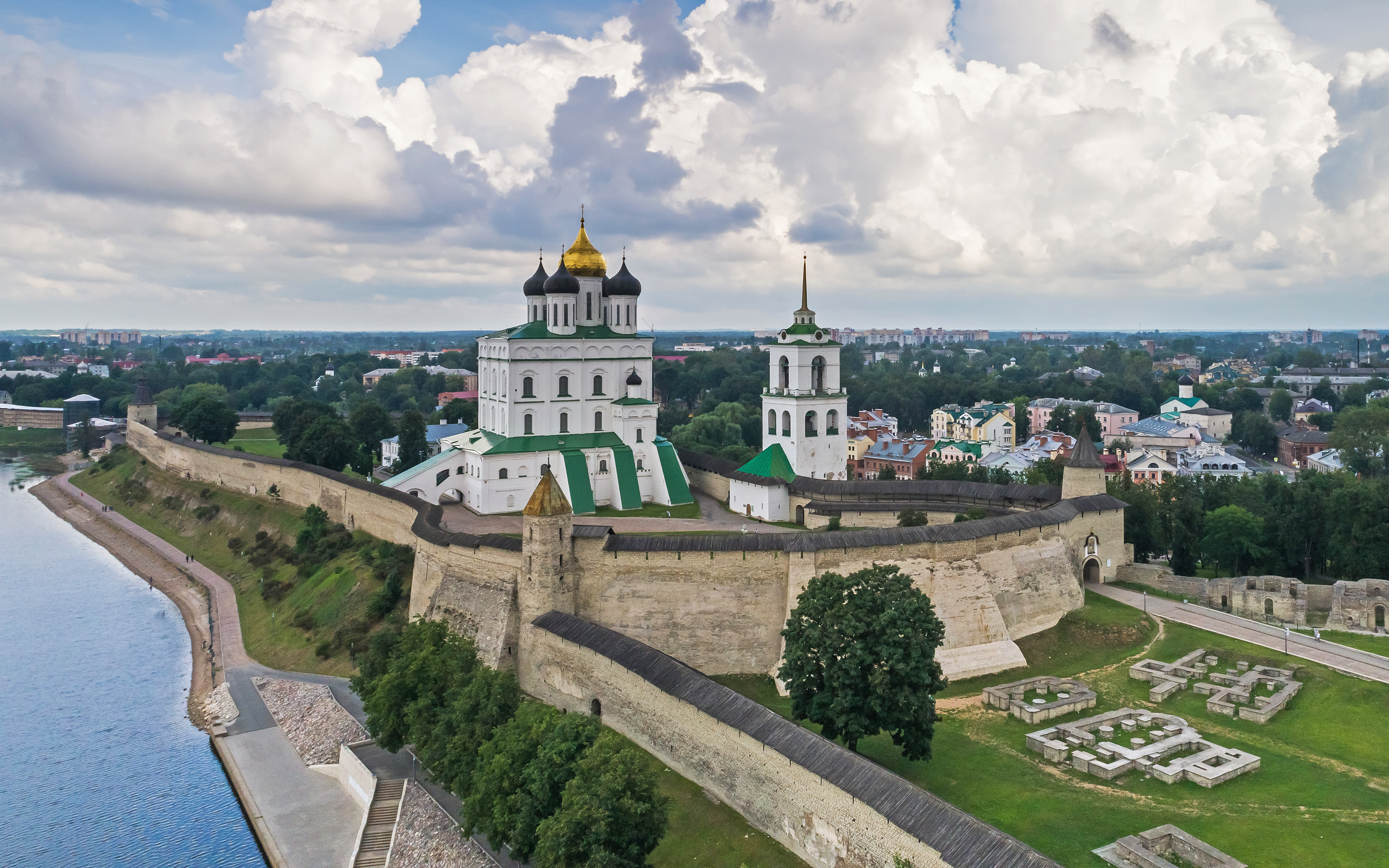
Kremlin y catedral de la Trinidad de Pskov.

Era hijo de Mstislav I el Grande de Kiev y fue proclamado príncipe de Nóvgorod en 1117. Fue derrocado el 28 de mayo de 1136 por una sublevación popular que lo sustituyó por Sviatopolk Mstislávich. Aprisionado en el kremlin de Nóvgorod con su familia, consiguió huir y se refugió en Kiev, en la corte de su tío Yaropolk II. Intentó reconquistar Nóvgorod el año siguiente, pero tuvo que retirarse a Pskov, de donde fue príncipe entre 1137 y 1138, año de su muerte.
Fomentó la construcción de numerosas iglesias y monasterios, como la catedral de la Trinidad de Pskov y el monasterio de Yúriev. Se conocen numerosas leyendas acerca de milagros realizados por Vsévolod, considerado un gran taumaturgo.